# Paliurus
Genre
Classification phylogénétique

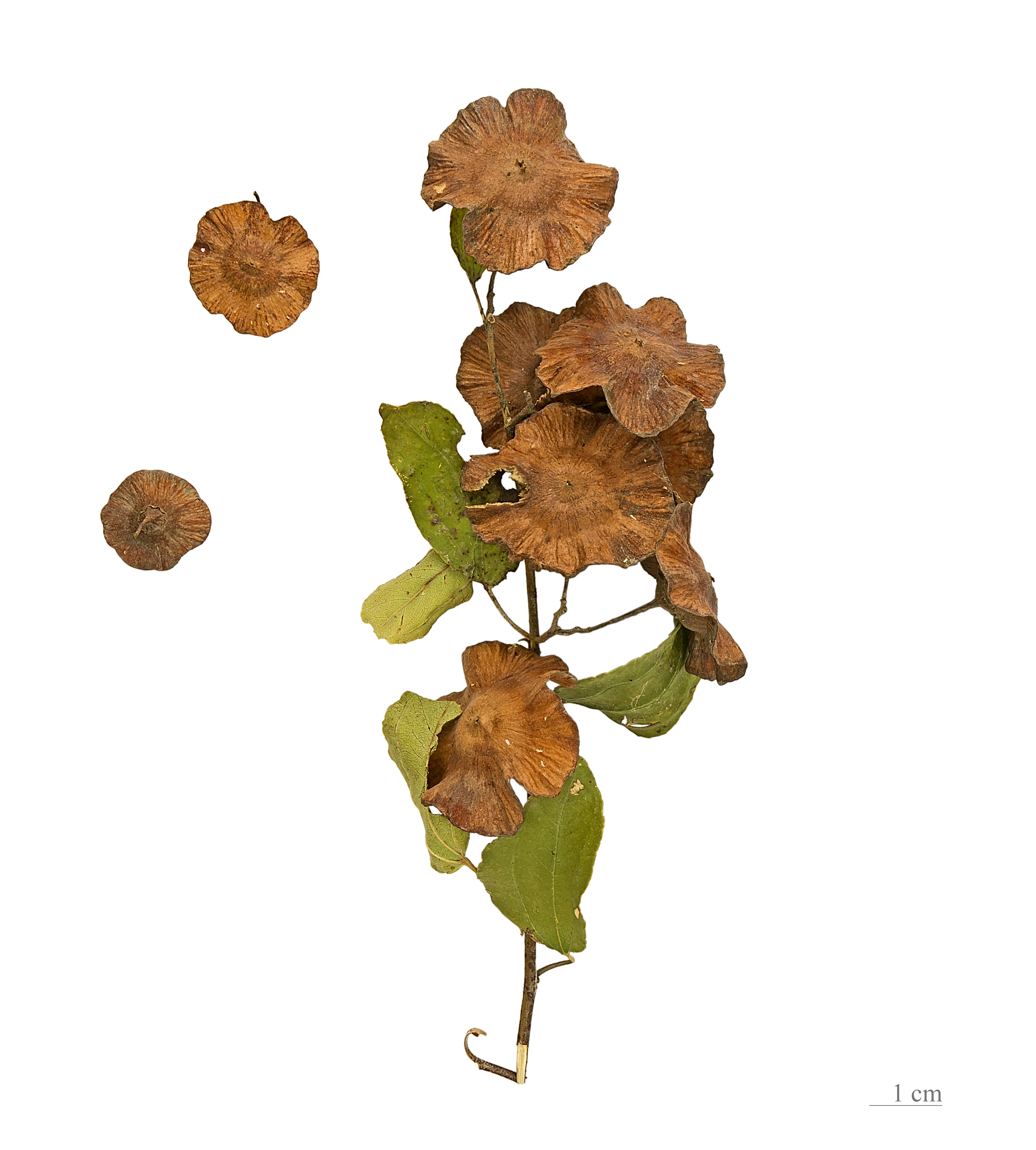
Fruits et graines du Paliurus spina-christi au MHNT.

Paliurus est un genre de plantes à fleurs de la famille des Rhamnaceae. Toutes les espèces sont originaires des régions arides et chaudes d'Eurasie et d'Afrique du Nord depuis le Maroc et l'Espagne à l'ouest jusqu'au Japon et à Taïwan à l'est.

## Historique et dénomination
Le genre Paliurus a été décrit par le botaniste écossais Philip Miller.

### Noms vernaculaires
- Paliure, épine de Christ, Porte-chapeau[2]

## Description
Ce sont des arbustes ou petits arbres de 3 à 15 m de hauteur. Les tiges poussent en zigzag, avec une feuille et deux stipules épineux à l'extérieur de chaque coude. Les feuilles sont caduques ou persistantes, ovales, de 2 à 10 cm de long et de 1 à 7 cm de large, d'un vert brillant, avec trois nervures visibles à la base, et un bord dentelé ou lisse. Le fruit est une noisette ligneuse au centre d'une aile circulaire de 1 à 3,5 cm diamètre.

## Liste d'espèces
Selon Catalogue of Life (15 aout 2025) :
- Paliurus hemsleyanus Rehder, Sud de la Chine.
- Paliurus hirsutus  Hemsl.
- Paliurus orientalis (Franch.) Hemsl., Chine centrale.
- Paliurus ramosissimus (Lour.) Poir., Asie de l'Est.
- Paliurus spina-christi Mill., Méditerranéen.

## Utilité
Les espèces de Paliurus sont utilisées comme plantes alimentaires par les larves de certaines espèces de lépidoptères, comme le Bucculatrix avec les espèces B. albella (se nourrit exclusivement sur P. spina-christi), B. paliuricola (se nourrit exclusivement sur Paliurus spp.) et B. turatii (se nourrit exclusivement sur P. aculeatus).